# Anglo-Dutch Reliability Trial
De Anglo-Dutch Reliability Trial is een vierdaagse betrouwbaarheidsrit voor klassieke motorfietsen die oorspronkelijk door samenwerking van de Britse en Nederlandse motorindustrie werd opgezet om de betrouwbaarheid van de motorfietsen aan te tonen. 
Daar hadden vooral de Britten belang bij, want de motorblokken die in Nederland werden gebruikt waren vrijwel uitsluitend van Britse afkomst. De eerste rit werd in 1912 verreden, de tweede in 1913 en toen maakte de Eerste Wereldoorlog voorlopig een einde aan de pret.
Pas in 1989 werd de rit in ere hersteld. De rit wordt om de twee jaar om en om in Nederland en Engeland verreden en staat open voor motorfietsen van vóór 1915, ook uit andere landen. Ook wel kortweg Anglo-Dutch Trial genoemd.